# Speciální čarodějnický díl (17. řada)
Speciální čarodějnický díl (alternativně také Speciální čarodějnický díl XVI, v anglickém originále Treehouse of Horror XVI) je 4. díl 17. řady (celkem 360.) amerického animovaného seriálu Simpsonovi. Scénář napsal Marc Wilmore a díl režíroval David Silverman. V USA měl premiéru dne 6. listopadu 2005 na stanici Fox Broadcasting Company a v Česku byl poprvé vysílán 16. prosince 2007 na stanici ČT2.

## Děj
Epizoda je rozdělena na tři části: Bart robot (B.I.: Bartificial Intelligence), Přežijí jen ti nejtlustší (Survival of the Fattest) a Kostým jako ulitý (I've Grown a Costume on Your Face).

### Úvod
Kang a Kodos sledují ve své vesmírné lodi baseball v televizi. Hra jim přijde velmi nudná a hráči na steroidech jako monstra. Rozhodnou se hru zrychlit. Jeden z nich vystřelí zrychlující paprsek. Stále jim to ale přijde jako nuda, a tak zrychlí ještě více. Vesmír se začne hroutit a veškerá existence je zničena.

### Bart robot
Bart se rozhodne skočit z okna. Skončí v nemocnici v hlubokém kómatu. Doktor Dlaha dá Marge a Homerovi leták, podle kterého si mohou pořídit robotického syna. Marge i Homerovi se zalíbí a pojmenují ho David. Pouze Líza je z něj trochu nervózní.
V nemocnici se Bart probudí a vydá se domů. Tam najde rodinu, jak si vychvalují nového syna. David Bartovi nabídne, že by mohli být kamarádi. Bart odmítá. Ve škole spolu soupeří, ale David je oblíbenější. Homer tedy odveze Barta do lesa, kde ho nechá. V lese narazí na další odhozené roboty. Roboti se na noc vypínají, a když se ráno probudí, chybí jim součástky. Bart jim je ukradl a stal se z něj kyborg. Vrátí se domů a rozřízne Davida podélně napůl a Homera v pase.

### Přežijí jen ti nejtlustší
Smithers doručí do domu Simpsonových dopis. V něm stojí, že pan Burns zve Homera na lov na své panství. Homer pozvání přijme. V domě pana Burnse sedí u dlouhého stolu ještě společně s Lennym, Carlem, Barneym, Vočkem, Melem, Seymourem, Williem, Ottem, Apuem, šerifem, Dewey Largem, profesorem, Kirkem, Komiksákem, Kentem a dalšími. Do dveří vejde pan Burns a vysvětlí jim, proč je sezval. Všichni se účastní lovu v té nejnebezpečnější hře na světě. Všichni budou lovnou zvěří, ale protože je laskavý, dá jim pětiminutový náskok. Komiksák odmítne pět minut běžet a pan Burns ho na místě zastřelí, aby se prolomily ledy. Kdo se dožije následujícího poledne, vyhrává svobodu. Všichni se dávají na útěk a za nimi ve svém autě jede pan Burns. Prvním mrtvým je Apu. Pak pronásleduje Homera, ale nemůže ho trefit. Doma to ve své televizi sledují Marge s Lízou. Dalším mrtvým je Šáša Krusty. Homer běží lesem a schová se za kmenem. Ze stromu mu Vočko řekne, ať se schová s ostatními v koruně. Když se ale pokusí vylézt nahoru, strom se ohne a pak katapultuje všechny pryč. Když letí nad Burnsem, všech šest kromě Vočka postupně zastřelí. Vočko se napíchne na hromosvod na střeše. Posledním přeživším je Homer. Schovává se před ním na stromě, ale spadne z něj přímo před Burnse. Ten na něj míří zbraní, ale Marge ho bouchne pánví přes hlavu, a zachrání tak na poslední chvíli Homera.

### Kostým jako ulitý
Na radnici se vyhlašuje vítěz soutěže o nejlepší kostým. Vyhrává čarodějnice. Obyvatelé chtějí vědět, kdo se pod kostýmem schovává, ale vyjde najevo, že to není kostým. Obyvatelé ji obviní z podvodu a starosta anuluje její výhru. Ona je za trest všechny promění v jejich kostýmy. Z Marge je kostlivec, Homer nemá hlavu, Bart je vlkodlak, Líza je Einstein a Maggie je čarodějka. Líza si všimne, že Maggie umí kouzlit. Jedna část obyvatel ale nic měnit nechce. Maggie váhá a pak je všechny promění v dudlíky. Nakonec se objeví Dennis Rodman.

## Kulturní odkazy
První část je parodií na film A.I. Umělá inteligence, druhá část paroduje povídku Richarda Connella The Most Dangerous Game. Název třetí pasáže je parodií na píseň „I've Grown A Costume On Your Face“ z muzikálu My Fair Lady. V titulcích je Al Jean uveden jako „Al "Family Guy" Jean“, což je odkaz na animovaný seriál Griffinovi.

## Přijetí
Ve Spojených státech díl během premiéry sledovalo 11,63 milionu diváků.
Patrick D. Gaertner ze serveru Puzzled Pagan napsal: „Co se týče Speciálních čarodějnických dílů, tento nebyl nijak zvlášť silný, ale i tak to byla dobrá zábava. Sedmnáctá řada začala docela rozpačitě, takže je hezké vidět, že se v této epizodě alespoň drží při zemi. Pořád mě zaráží, že si mysleli, že parodie na A.I. Umělou inteligenci bude v roce 2005 aktuální, ale byl to fajn příběh a obsahoval pár dobrých gagů. Celá parodie na The Most Dangerous Game byla asi moje nejoblíbenější, i když byla úplně nanic. Asi mě prostě bavilo vidět tolik hloupých mužů ze Springfieldu umírat směšným způsobem. A myslím, že ta poslední pasáž mohla být opravdu skvělá, dalo-li by se z ní vytěžit víc. Přišlo mi to opravdu zkrácené, jako by to bylo výrazně kratší než normální část čarodějnického dílu. Bylo tam pár skvělých vedlejších gagů, když jsme viděli, v co se lidé ze Springfieldu proměnili, ale kromě gagů tam toho prostě moc není. Celkově jsem se ale dobře bavil a byl to příjemný způsob, jak začít poslední týden roku 2017.“.
Server Gold Derby epizodu v roce 2021 umístil na třetí místo seznamu nejlepších Speciálních čarodějnických dílů. Server Screen Rant díl v tomtéž roce uvedl jako sedmnáctý nejlepší čarodějnický díl.